# Letland op het Junior Eurovisiesongfestival 2011
Letland nam deel aan het Junior Eurovisiesongfestival 2011 in Jerevan, Armenië. Het was de 5de deelname van het land op het Junior Eurovisiesongfestival. LTV was verantwoordelijk voor de Letse bijdrage voor de editie van 2011.

## Selectieprocedure
Eind mei kondigde LTV aan niet te zullen deelnemen aan het komende Junior Eurovisiesongfestival, maar begin september bedacht de Letse openbare omroep zich. Letland was het veertiende en laatste land dat zijn deelname aan het negende Junior Eurovisiesongfestival bevestigde. De Letten kozen hun kandidaat wederom intern. De keuze viel op Amanda Bašmakova. Zij mocht met het nummer Mēness suns Letland vertegenwoordigen in Jerevan.

## In Jerevan
In oktober werd de startvolgorde geloot. Letland trad als tweede aan, na Rusland en voor Moldavië. Aan het einde van de puntentelling stond Letland op de laatste plaats, met 31 punten.